# Anadrillo
L'anadrillo, o croccoanatra, è un animale immaginario con la testa di coccodrillo e il corpo d'anatra. Il termine anadrillo, nella sua versione inglese (crocoduck), è apparso per la prima volta nel 2004 nella favola per bambini di Chih-Yuan Chen intitolata Guji Guji, che narra di un coccodrillo cresciuto in una famiglia di anatre. Cresciuto in mezzo agli anatroccoli, il giovane rettile non si sente né un coccodrillo né un'anatra, bensì una via di mezzo, ovvero un anadrillo. 

## Influenza culturale
Questa creatura è spesso citata dai creazionisti nei dibattiti con gli evoluzionisti per cercare di confutare la teoria dell'evoluzione di Charles Darwin.
L'evoluzionismo prevede un collegamento diretto tra rettili e uccelli, in quanto quest'ultimi sarebbero discendenti dai dinosauri. Partendo da questo presupposto, i sostenitori delle teorie creazioniste ritengono che l'assenza di fossili di creature metà-rettile e metà-uccello siano la dimostrazione lampante dell'inconsistenza della teoria evoluzionista, che prevede lo sviluppo di forme di vita intermedie tra due organismi collegati dalla stessa linea evolutiva.
Nel 2007 i creazionisti Kirk Cameron e Ray Comfort, durante un dibattito televisivo in parte trasmesso dalla ABC, mostrarono i disegni di due creature ibride chiamate appunto crocoduck e birddog (un incrocio tra cane e uccello) per screditare l'evoluzionismo. Nella loro raffigurazione, l'anadrillo aveva una testa di coccodrillo posizionata su un corpo d'anatra coperto di piume.
Questo episodio è stato preso come classico esempio di errata interpretazione della teoria dell'evoluzione. Lo scienziato Richard Dawkins ha spiegato che le anatre non discendono direttamente dai coccodrilli, ma hanno con essi più semplicemente degli antenati comuni, e ciò spiegherebbe perché non vi sono organismi morfologicamente intermedi tra queste due specie.

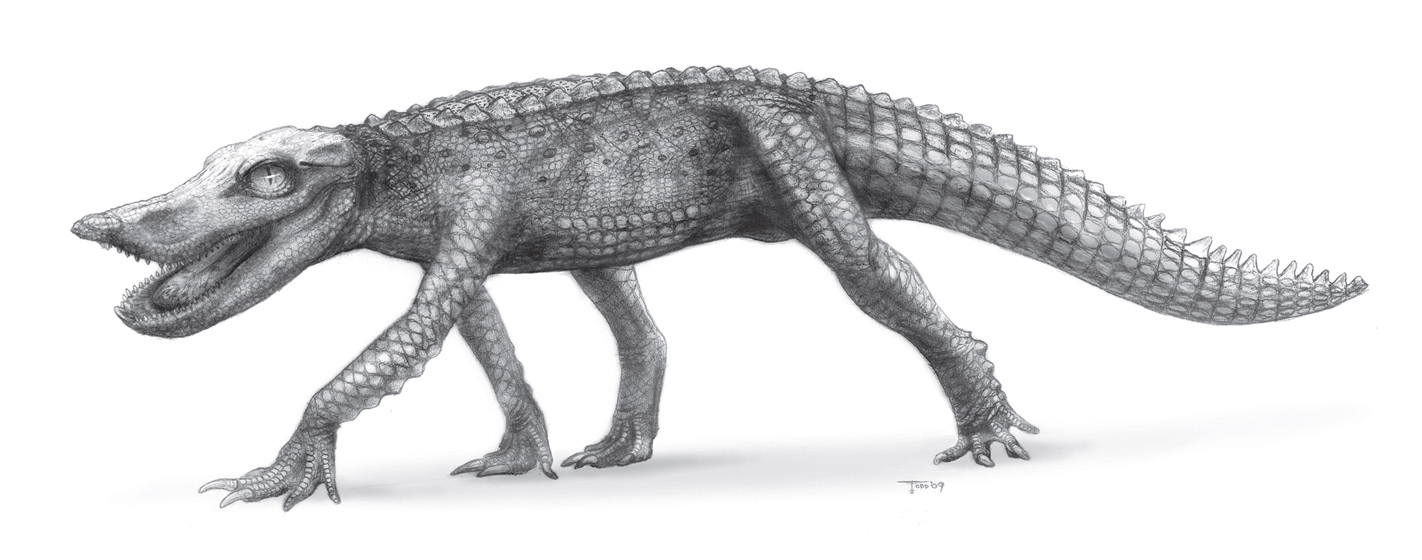
Ricostruzione di un Anatosuchus, l'equivalente reale dell'Anadrillo.

Nel 2009 sono stati trovati nuovi fossili di antichi coccodrilli tra cui un cranio dalla forma simile al becco piatto di un'anatra, pur conservando denti aguzzi tipici dei rettili. Questa specie è stata battezzata Anatosuchus minor. Ironia della sorte l'Anadrillo, che era stato concepito come strumento metaforico per smentire l'Evoluzionismo di Darwin, ha trovato invece un suo corrispettivo nella realtà, siccome il ritrovamento di questa specie fossile ha smontato la tesi antievoluzionista dei creazionisti.